# Borgring (techniek)

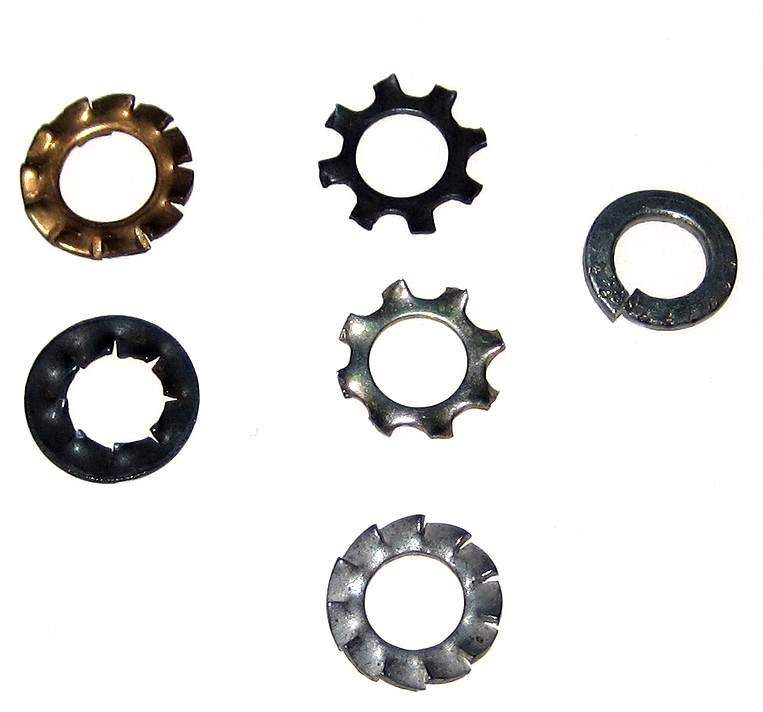
Tandveerringen, met uiterst rechts een ongekartelde veerring

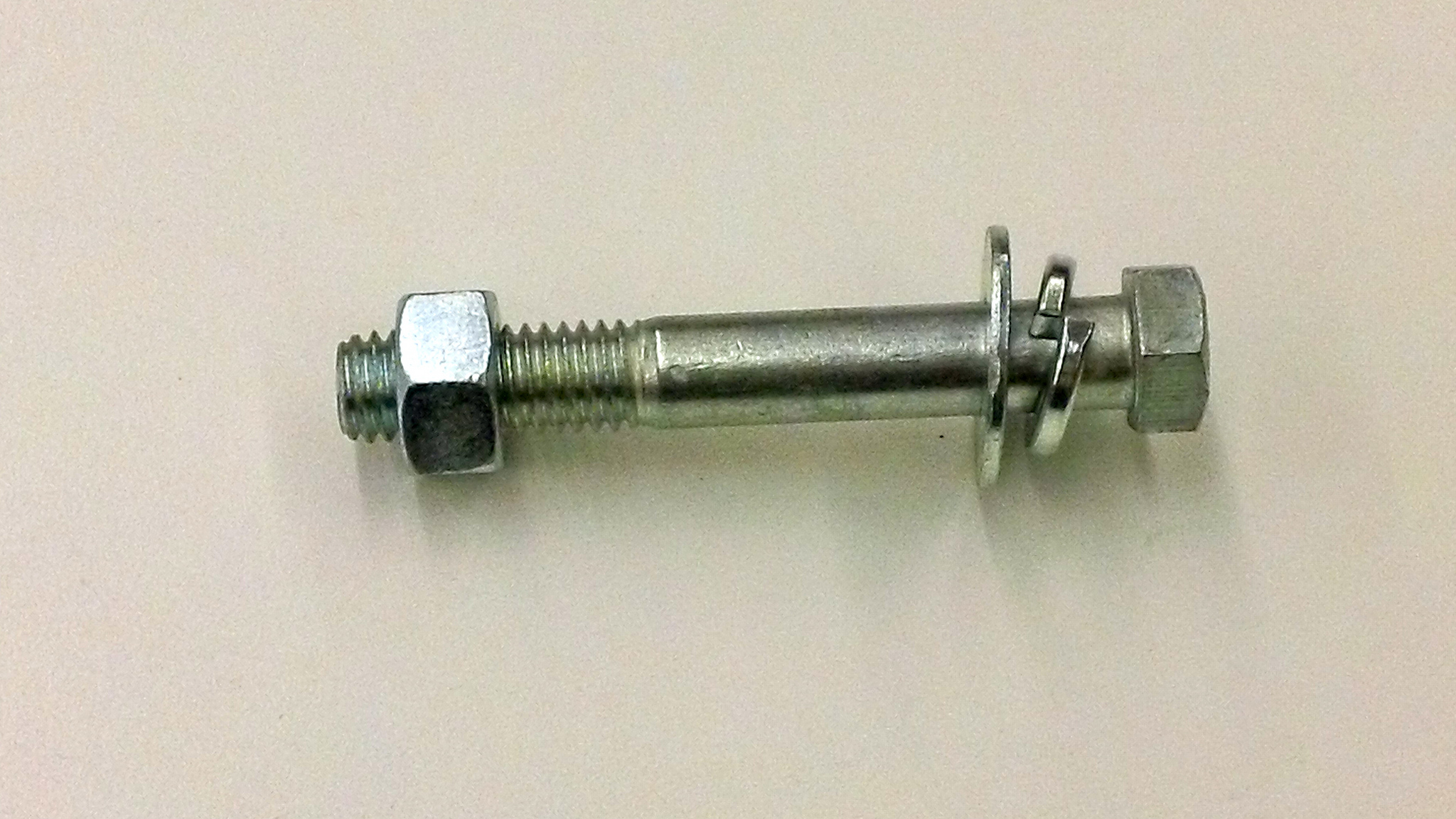
Moerbout met veerring en sluitring

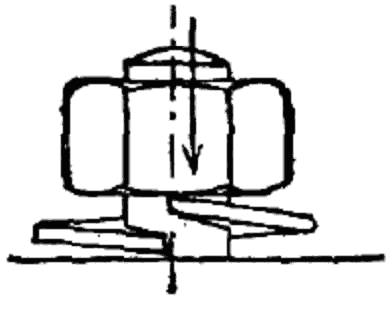
Moer met veerring waarvan de uiteinden omhoog staan

Een borgring, veerring of zekeringsring is een ring die voorkomt dat onderdelen zoals moeren losraken als gevolg van bijvoorbeeld trilling. Anders dan 'normale' ringen die in de techniek worden gebruikt, zijn borgringen niet plat en glad.

## Uitvoeringen
Borgringen komen in verschillende vormen voor. 'Tandveerringen' zijn getande of gekartelde borgringen die door hun verende werking zorgen voor extra wrijving onder een moer, waardoor deze moeilijk door trillingen kan losdraaien. Deze ringen zijn er in diverse uitvoeringen, ze kunnen voorzien zijn van binnen- of buitenvertanding. Ongekartelde veerringen werken op dezelfde manier. Zij ontlenen hun verende werking aan hun niet-vlakke vorm, ofwel doordat zij gegolfd zijn, ofwel doordat de rand licht is omgebogen (zogenaamde 'schotelveerringen'), ofwel doordat zij op één punt zijn 'doorgeknipt' en een van de uiteinden omhoog staat. Bij deze laatste zal een moer, waaronder de veerring geplaatst wordt, bij het aandraaien weinig weerstand ondervinden. Maar als de moer los wil gaan, vreten de uiteinden van de veerring in het metaal van de aanliggende vlakken, dit zorgt voor extra weerstand waardoor de moer niet losloopt.

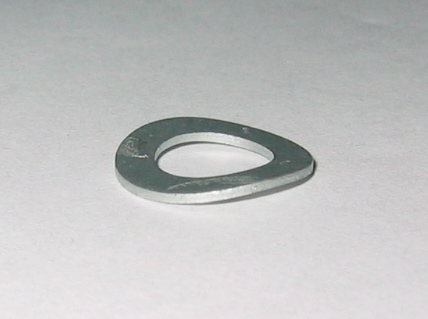
Gegolfde veerring
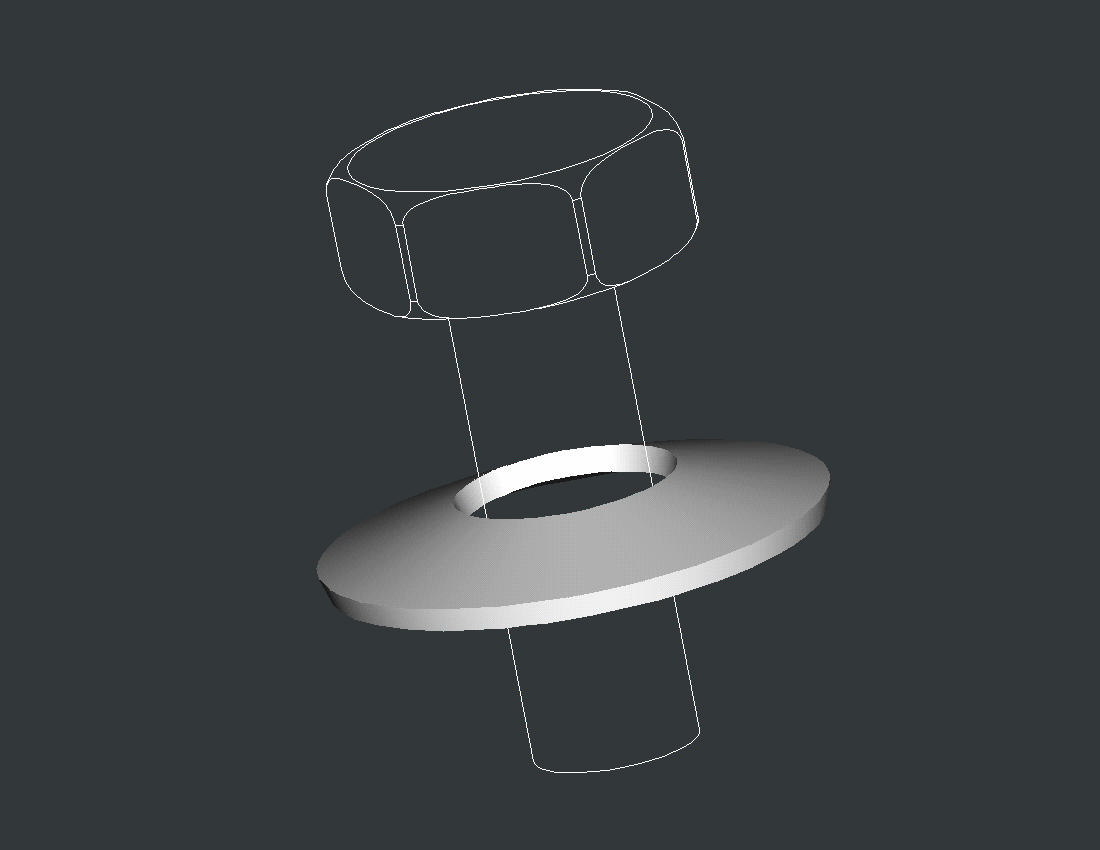
Schotelveerring
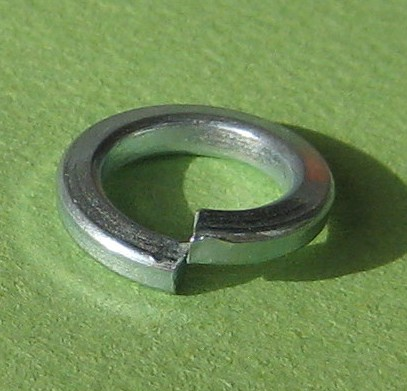
Veerring met opstaand uiteinde

### Gebruik van veerringen
Om te voorkomen dat een 'veerring met opstaande uiteinden' de boutkop of moer aan de ene zijde en/of de constructie aan de andere zijde onherstelbaar beschadigt bij het losdraaien, kan eenzijdig of aan beide kanten van de veerring een vlakke ring worden geplaatst. De scherpe punten van dit type veerring zou anders in de aanliggende materialen mogelijk een ongewenste cirkelvormige groef kunnen veroorzaken.
Veerringen kunnen oneffenheden opvangen zodat de bevestigingskrachten over de gehele omtrek worden verspreid.
Schotelveren kunnen worden gebruikt als alternatief voor bijvoorbeeld drukveren. Schotelveren kunnen in veelvoud worden gestapeld met de bolle of de holle kant in een richting of afwisselend. De uitvoering is afhankelijk van de eisen die aan de veereigenschappen worden gesteld.

## Asborgring
'Asborgringen' worden in een ondiepe gleuf om een as geklemd om onderdelen op hun plaats te houden. Behalve het getoonde E-model, zijn er ook asborgringen van het type circlip die met een speciale borgveertang losgemaakt of geplaatst wordt. Ook voor steigerbuizen en ander buismateriaal worden een soort borgringen gebruikt, die om de buisuiteinden worden geklemd en deze zo bijeenhouden.

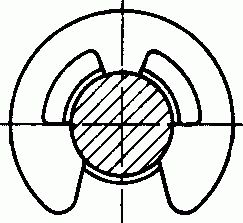
Asborgring
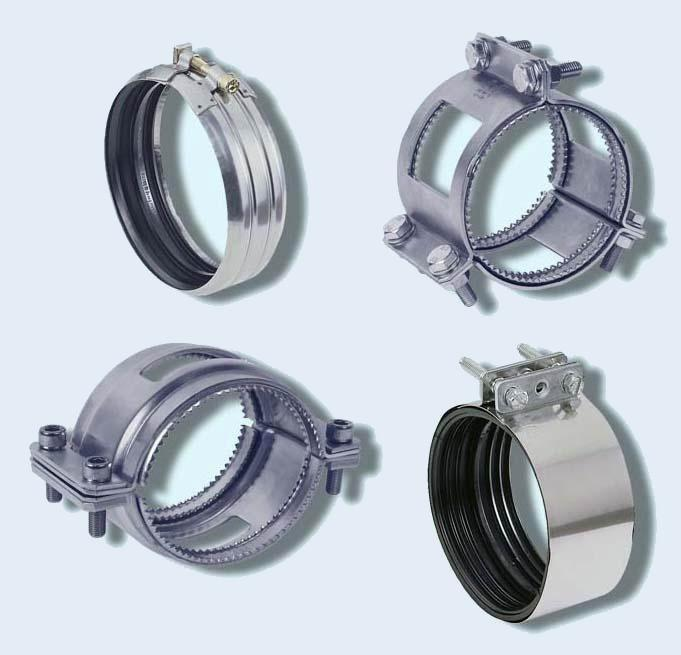
Buiskoppelingen of borgringen